# L'Homme et le Chien
L'homme et le chien (L'uomo e il cane) est un roman écrit par Carlo Cassola. Publié en italien par l'éditeur Rizzoli en 1977. Le roman a gagné le prix Bagutta en 1978.

## Résumé
Le protagoniste du roman est un chien, Jack qui abandonné par son maître Alvaro erre dans la campagne Toscane pendant l'époque fasciste. Après plusieurs tentatives de retourner chez lui, le chien rencontre un couple de conjoints âgés auxquels il rappelle Tom, leur chien disparu et probablement ravi par les gitans. Brutalement chassé, Jack est encore une fois rejeté mais sa condition suscite la compassion d'une jeune fille, Grazia. Le temps passe, les souvenirs du chien errant s'affaiblissent jusqu'à lui faire oublier son nom. Même s'il maintient son instinct d'animal domestique, Jack sent la nécessité d'explorer le monde qui l'entoure et rencontre le chat Tommaso. Les deux animaux vivent ensemble en symbiose jusqu'au moment où le chien s'éloigne, préférant la compagnie de l'homme à la liberté. Arrivé en ville, il suit Danilo et rejoint sa maison à la campagne. Mais, leurré par la possibilité d'avoir finalement trouvé un nouveau patron, Jack ne se rend pas compte des réelles intentions de l'homme: le tuer en le laissant mourir cruellement de faim sous le soleil,.

## Personnages
- Jack : chien protagoniste du roman, abandonné par son maître à cause d'un désagréable épisode avec un voisin. L' animal est toujours fidèle à son maître malgré la maltraitance subie.
- Alvaro : patron de Jack, n'hésite pas à l'abandonner quand il se révèle être un obstacle pour son rapport avec le voisin.
- Tommaso : rencontré dans la seconde moitié du roman, Tommaso est un chat errant, éloigné par sa patronne pour satisfaire les exigences de son futur mari. Il s'agit d'un animal indépendant , prêt à accepter sa condition pour ne pas renoncer à sa liberté.
- Grazia : jeune fille rencontrée par Jack pendant son vagabondage dans la campagne, premier contact humain positif que le chien a réussi à instaurer après plusieurs difficultés.
- Danilo : dernier maître de Jack et son assassin[1].

## Analyse et commentaire
Le titre du roman se rapporte aux hommes en général, à leurs sentiments et à leurs comportements avec les animaux (et pas seulement): il s'agit d'une métaphore de la condition humaine, de la nécessité de l'homme de trouver un maître à qui se fier.